# Gonimbrasia belina

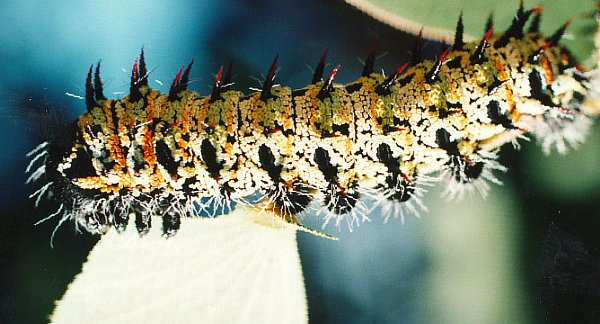
Larv av Gonimbrasia belina

Gonimbrasia belina är en art av nattfjärilar som finns i stora delar av Södra Afrika. Dess stora ätbara fjärilslarver ("mopane-larver") är en viktig proteinkälla för miljontals sydafrikaner.